# Un homme avec des oiseaux morts dans une étable
Un homme avec des oiseaux morts dans une étable est une peinture de genre à l'huile sur panneau du peintre de l'Âge d'or néerlandais Pieter de Hooch, réalisée vers 1655 et conservée à la National Gallery de Londres.

## Description
L'œuvre représente l’intérieur d’une étable. À gauche, un homme assis, probablement un chasseur, regarde un oiseau mort qu’il tient et plume. D'autres oiseaux morts sont entassés au sol, avec un épagneul à proximité, sans doute utilisé pour la chasse. Derrière le chasseur, une jeune femme tenant un bébé observe la scène. À sa gauche, un manteau d’homme est accroché à un poteau, et plus loin, une veste est posée sur une barrière. Enfin, un homme coiffé d’un large chapeau entre par une porte à l’arrière.
La richesse de la nature morte au premier plan contraste avec la palette monochrome de l'arrière-plan. Les formes géométriques et leurs interactions avec la lumière donnent du volume à la scène et témoignent de l'intérêt de De Hooch pour l'architecture. 

## Analyse
Le tableau a été pendant un temps attribué à Jan Baptist Weenix, avant d'être réattribué à Pieter de Hooch. Le style de l'œuvre la rapproche d'une autre peinture de Pieter de Hooch datant des années 1650, Les Joueurs de tric-trac.
Une analyse à la photographie infrarouge et aux rayons X montre que le gibier et le chien sont un ajout postérieur, qui recouvrent la figure originale d'un homme allongé. Ainsi, à l'origine, le tableau représentait un soldat blessé et son compagnon à ses côtés et non une scène de chasse. Le tableau peut être rapproché d'une autre peinture de Pieter de Hooch, représentant également un homme blessé allongé dans une étable.

D'après les descriptions des catalogues de vente et une analyse des pigments, le tableau a été modifié entre 1825 et 1900, alors qu'il appartenait au peintre Ignace van Regemorter. Le propriétaire a sans doute apporté ces modifications au tableau afin de changer le thème trop sombre et de le transformer en une scène davantage au goût du jour.

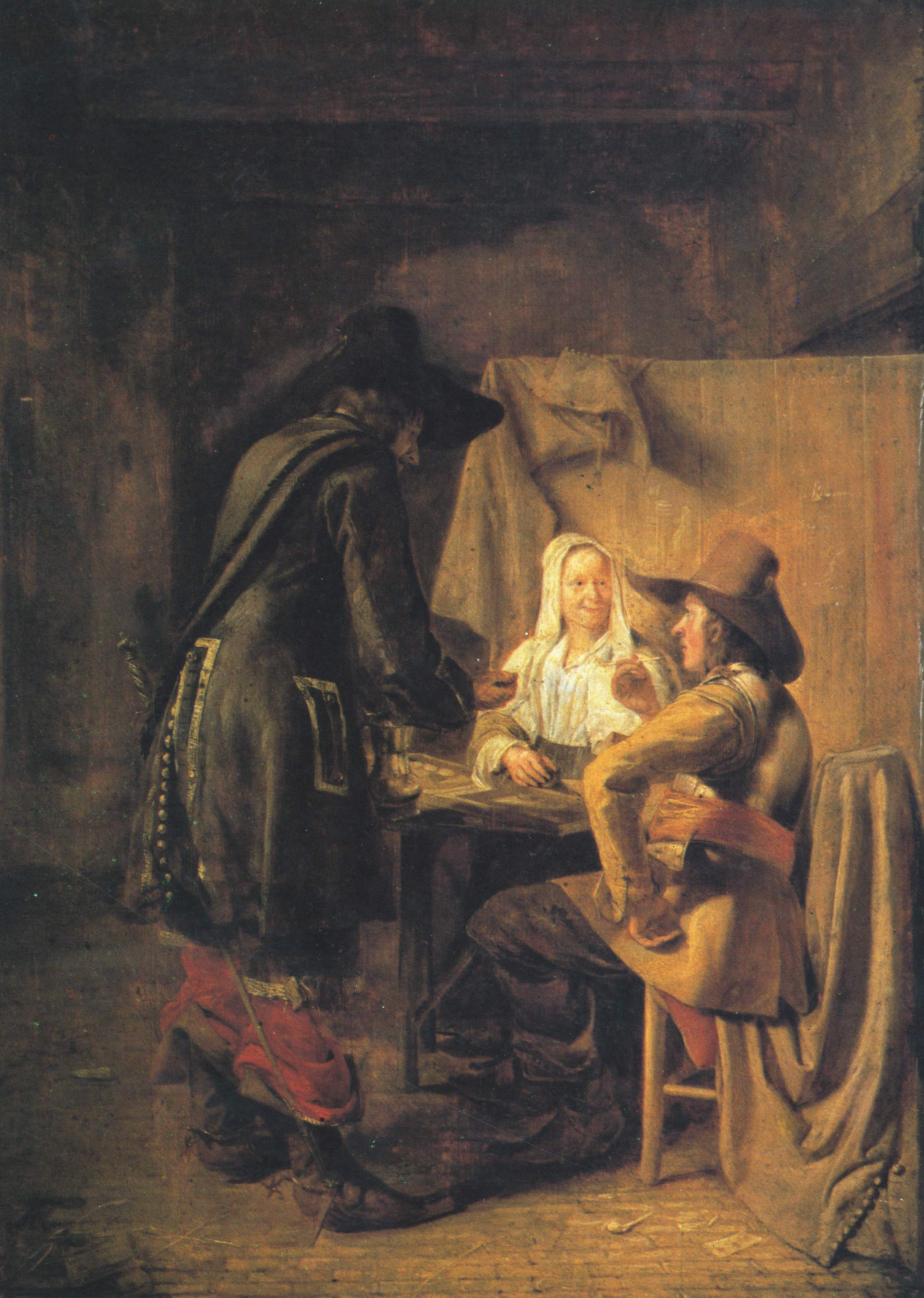
Pieter de Hooch, Les Joueurs de tric-trac (Galerie nationale d'Irlande, Dublin).
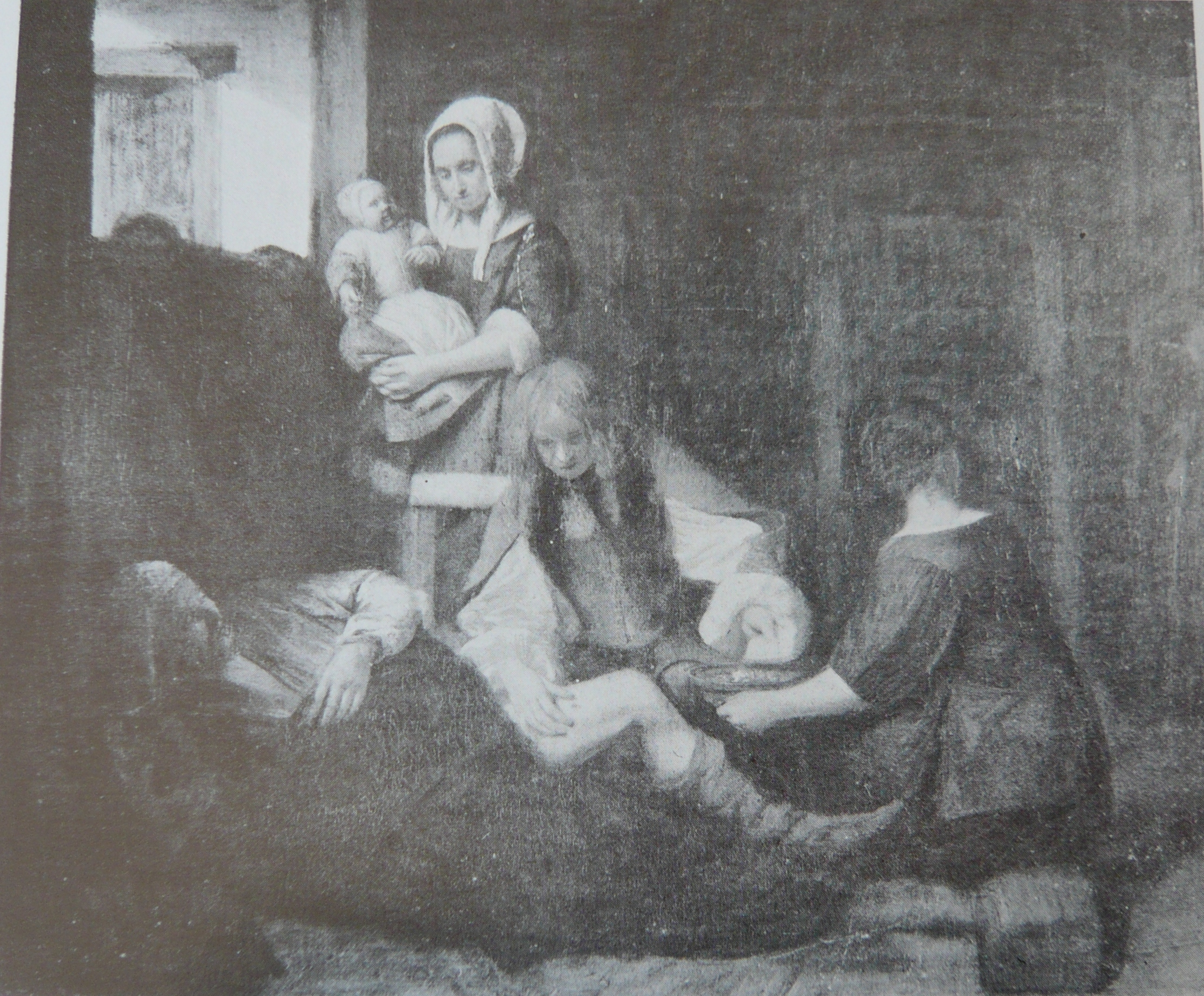
Pieter de Hooch, Un homme soigné dans une étable, collection privée.

## Sources
- [Fleischer 1976] (en) Roland E. Fleischer, « An Altered Painting by Pieter de Hooch », Oud Holland, vol. 90, no 2,‎ 1976, p. 108-114 (JSTOR 42710938, lire en ligne)
- [Wieseman 2010a] (en) Marjorie E. Wieseman, « A Man with Dead Birds », sur nationalgallery.org.uk, 2010a (consulté le 24 juin 2025)
- [Wieseman 2010b] (en) Marjorie E. Wieseman, « Case Study 13: Time, Taste, and Transformation II », dans A Closer Look: Deceptions and Discoveries, Londres/New Haven, National Gallery/Yale University Press, coll. « A Closer Look », 2010b, 96 p. (ISBN 9781857094862), p. 79-81
- [Ruffell, Majury et Brooks 2012] (en) Alastair Ruffell, Niall Majury et William E. Brooks, « Geological fakes and frauds », Earth-Science Reviews, vol. 111, nos 1-2,‎ 2012, p. 224-231 (ISSN 0012-8252, DOI 10.1016/j.earscirev.2011.12.001, lire en ligne)